# SoftBank 200SH
PANTONE 6 200SH（パントン シックス ニーマルマルエスエイチ）は、シャープによって開発された、ソフトバンクモバイルの第3.9世代移動通信システム（SoftBank 4G）端末である。SoftBank スマートフォンシリーズのひとつ。OSはAndroid 4.0を搭載している。

## 概要
107SHの後継機種で、PANTONEシリーズでは史上最多となる25色のカラーバリエーションを取りそろえている。ただし、25色のカラーバリエーションは背面部のみで、ディスプレイ側は「ホワイト」「ターコイズ」「ライトブルー」「ラベンダー」「ピンク」「ライトピンク」がホワイト、その他の色がブラックとなっている。
歴代のPANTONEシリーズで最高スペックとなっており、CPUは107SHのシングルコアからデュアルコアにスペックアップしているほか、画面解像度もHDにスペックアップしている。
また、NFCに対応しているが、NFCを使った決済機能には対応していない。
なお、バッテリーの取り外しは不可である。
本来であれば、SoftBank 201SHとなるべき機種であるが、SoftBank 201SHは、SoftBank 6-2時代に2G機種（ソフトバンクプリペイドサービスの端末としても採用）された形式と同一になるため、3G機種としては欠番とされ、2xx台で最初の端末を200SHとして、その次にSoftBank 202SHと来る形になっている。

## Android 4.1での変更点
2013年4月24日にAndroid 4.1へのアップデートが開始された。
アップデートに伴う変更点・機能の追加は以下の通り。
- Google Now機能への対応。
- 通知パネルの情報追加
  - メール添付ファイル表示への対応
  - 不在着信のお知らせに「発信」・「SMS」項目が追加
- 文字入力画面で、文字入力キーを消すことができる機能の追加。
- 初期設定において、「Google位置情報の利用」の画面が表示されるようになる。
- 「NFCタグリーダー」・「Office Suite」・「音声検索」・「ミュージック」アプリの追加。

## その他機能
| 主な対応サービス       | 主な対応サービス | 主な対応サービス                       | 主な対応サービス      |
| ---------------------- | ---------------- | -------------------------------------- | --------------------- |
| タッチパネル           | HD液晶 4.5インチ | フルブラウザ                           | SoftBank 4G           |
| バッテリー容量 1900mAh | テザリング       | WiFi                                   | GPS                   |
| 1310万画素カメラ       | ワンセグ         | デジタルオーディオプレーヤー(AAC)(WMA) | おサイフケータイ／NFC |
| Bluetooth              | 赤外線通信       | 緊急速報メール                         | 防水／防塵            |

## 歴史
- 2012年10月9日 - ソフトバンクモバイルより発表。
- 2012年11月26日 -仕様・付属品、特長をソフトバンクホームページにて公開。
- 2012年12月1日 - 予約受付をソフトバンクショップ・オンラインショップにて開始
- 2012年12月21日 - 発売開始[4]。
- 2013年4月24日 - Android 4.1へのアップデートを開始[5]。

## アップデート
2013年2月1日のアップデート
液晶画面が消えている状態から、キーを押しても画面が復帰しない場合がある不具合を修正する。また、ビルド番号がS0016になる。
2013年4月12日のアップデート
「エコ技設定」アプリの省エネ待受設定において「メール」アプリを動作制限対象に設定した場合、SMS、S!メール通知を受信できない場合がある不具合を修正する。また、ビルド番号がS0028になる。